# تاريخ الملاحة

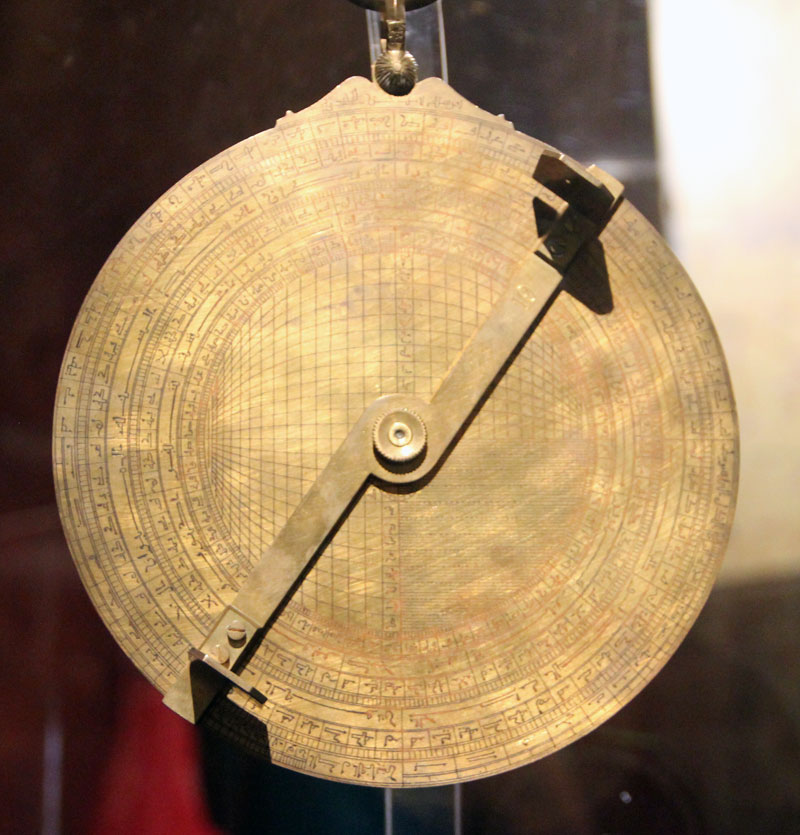

تاريخ الملاحة هو تاريخ الملاحة البحرية، فن توجيه السفن على البحر المفتوح من خلال إنشاء موقعها ومسارها عن طريق الممارسة التقليدية أو الهندسة أو علم الفلك أو الأدوات الخاصة. وقد تفوق عدد قليل من الناس كبحارة، أبرزهم الأسترونيزون (جزر جنوب شرق آسيا، مدغشقر، ميلانيزيون، ميكرونيز، والبولينيزيون)، حضارة وادي السند، الفينيقيون، الإيرانيون، اليونانيون القدماء، الرومان، العرب، الهنود القدماء، الإسكندنافيون، الصينيون، البندقية، الجنويون، الألمان الهانزية، البرتغاليون، الإسبان، الإنجليز، الفرنسيون، الهولنديون والدنماركيون.